# Megadicrania tecticeps
Megadicrania tecticeps är en insektsart som beskrevs av Loginova 1976. Megadicrania tecticeps ingår i släktet Megadicrania och familjen rundbladloppor. Inga underarter finns listade i Catalogue of Life.